# Nidi d'Arac
I Nidi d'Arac sono un gruppo musicale italiano fondato a Roma nel 1998 da Alessandro Coppola.
Il nome è l'anagramma di "aracnidi", dove il nido indica provenienza e custodia delle tradizioni salentine, mischiate con la musica elettronica.

## Storia

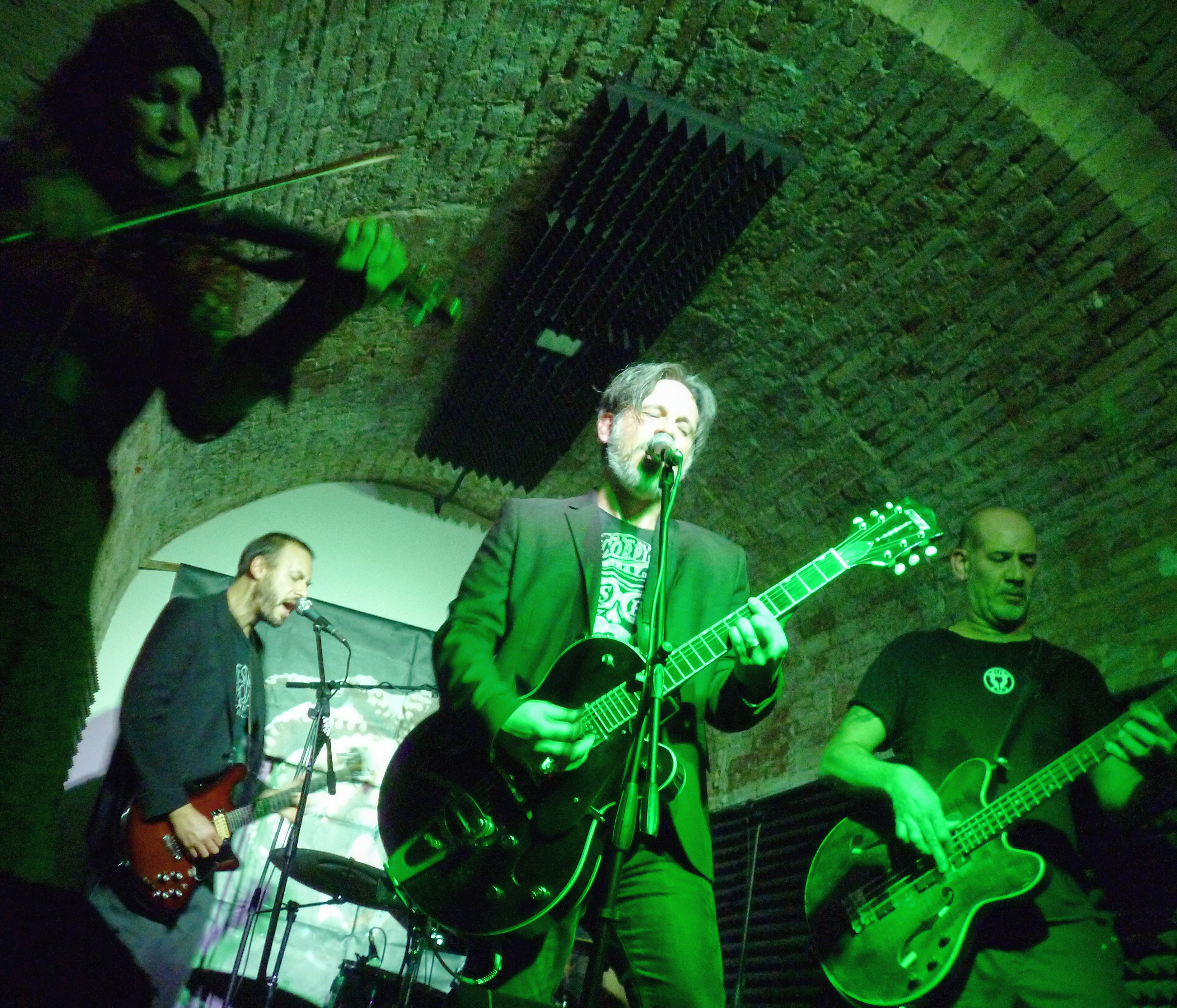
Nidi d'Arac, 2018, Ferrandina (MT)

Dopo l'esordio discografico nel 1998 con Mmacarie, sono stati protagonisti, al fianco di Teresa De Sio, del progetto discografico e live La notte del Dio che balla e sono stati finalisti dell'edizione 1999 del Premio Tenco.
Negli anni si sono esibiti al Mercat de Musica Viva di Vic , al Womex di Copenaghen , al Womad, al Montreux Jazz Festival , al Colours of Ostrava .

## Formazione
- Alessandro Coppola (voce )
- Céline Ottria (violino)
- Federico Leo (batteria)
- Edoardo Targa (basso)

Ex Componenti
- Erma Castriota (violino)
- Francesco Del Prete (violino)
- Marco Viale (tastiere)
- Caterina Quaranta (flauto traverso, ottavino, ciaramella tunisina e fisarmonica)
- Gianluca Cherubini (basso)
- Luca Fortunato (batteria)

## Discografia

### Album
- 1999 - Ronde Noe
- 2001 - Tarantulae
- 2003 - Jentu
- 2005 - St.Rocco's Rave
- 2007 - Salento Senza Tempo
- 2016 - It/Aliens

### Singoli e miniCD
- 1998 - Mmacarie
- 2005 - St.Rocco's Rave

### Raccolte
- 2005 - Nidi d'Arac - Volume I
- 2010 - Taranta Container